# Masdevallia roseola
Masdevallia roseola är en orkidéart som beskrevs av Carlyle August Luer. Masdevallia roseola ingår i släktet Masdevallia och familjen orkidéer. Inga underarter finns listade i Catalogue of Life.